# تابي مانغا
تابي مانغا هو لاعب كرة قدم كاميروني، ولد في 17 نوفمبر 1994 في ياوندي في الكاميرون. لعب مع ليفاديا تالين.

## وصلات خارجية
- تابي مانغا على موقع قاعدة بيانات كرة القدم.إي يو (الإنجليزية)
- تابي مانغا على موقع Soccerway.com (الإنجليزية)